# Accident of Birth
Accident of Birth —en español: Accidente del nacimiento— es el cuarto álbum de estudio del cantante británico de heavy metal Bruce Dickinson, lanzado en 1997 por CMC International.
Es el segundo disco de Bruce Dickinson grabado con la colaboración de Roy Z, y musicalmente es diferente al anterior, Skunkworks. Accident of Birth marca el retorno de Bruce a su característica forma melódica de cantar. Participó también en la grabación del disco el guitarrista Adrian Smith, con el que Bruce se uniría nuevamente a Iron Maiden en 1999.
La carátula fue diseñada por Derek Riggs, conocido por ser el creador de Eddie the Head, la característica mascota de Iron Maiden.

## Lista de canciones
1. "Freak" (Dickinson, Roy Z.) – 4:15
2. "Toltec 7 Arrival" (Dickinson, Roy Z.) – 0:37
3. "Starchildren" (Dickinson, Roy Z.) – 4:17
4. "Taking the Queen" (Dickinson, Roy Z.) – 4:49
5. "Darkside of Aquarius" (Dickinson, Roy Z.) – 6:42
6. "Road to Hell" (Dickinson, Smith) – 3:57
7. "Man of sorrows" (Dickinson) – 5:20
8. "Accident of Birth" (Dickinson, Roy Z.) – 4:23
9. "The Magician" (Dickinson, Roy Z.) – 3:54
10. "Welcome to the Pit" (Dickinson, Smith) – 4:43
11. "The Ghost of Cain" * (Dickinson, Roy Z.) – 4:15
12. "Omega" (Dickinson, Roy Z.) – 6:23
13. "Arc of Space" (Dickinson, Roy Z.) – 4:18

## Personal
- Bruce Dickinson – Voz
- Adrian Smith – Guitarra
- Roy Z – Guitarra
- Eddie Casillas – Bajo
- David Ingraham – Batería